# Władimir Kamiencew
Władimir Michajłowicz Kamiencew (ros. Влади́мир Миха́йлович Ка́менцев, ur. 8 stycznia 1928 w Moskwie, zm. 3 maja 2003 tamże) – radziecki działacz państwowy i partyjny, wicepremier ZSRR (1986-1989).

## Życiorys
Początkowo pracował jako tokarz w fabryce, później w Moskiewskim Rzecznym Przedsiębiorstwie Okrętowym Ludowego Komisariatu Floty Rzecznej ZSRR, 1944-1950 studiował w Moskiewskim Technicznym Instytucie Przemysłu i Gospodarki Rybnej. Od maja 1950 pracował w zjednoczeniu "Murmanryba" Ministerstwa Przemysłu Rybnego ZSRR jako inżynier ciepłownik, od lutego 1951 szef biura konstruktorskiego Murmańskiej Bazy Eksperymentalnej Floty Trałowej, od lutego 1952 szef biura konstruktorskiego zarządu floty trałowej zjednoczenia "Murmanryba", od lutego 1953 główny inżynier zakładu remontu okrętów. Od sierpnia 1954 główny inżynier floty trałowej Głównego Zarządu Przemysłu Rybnego Basenu Murmańskiego Ministerstwa Przemysłu Rybnego ZSRR, od 1954 należał do KPZR, od 1957 główny inżynier zarządu floty trałowej Zarządu Przemysłu Rybnego Murmańskiego Sownarchozu, od 1962 zastępca przewodniczącego Państwowego Komitetu Rady Ministrów ZSRR ds. Gospodarki Rybnej. Od 1963 zastępca przewodniczącego Państwowego Komitetu ds. Gospodarki Rybnej przy Radzie Gospodarki Narodowej ZSRR, od 1964 I zastępca przewodniczącego Państwowego Komitetu Produkcyjnego ds. Gospodarki Rybnej ZSRR, od października 1965 I zastępca, a od lutego 1979 minister gospodarki rybnej ZSRR. Od sierpnia 1986 do czerwca 1989 zastępca przewodniczącego Rady Ministrów ZSRR - przewodniczący Państwowej Komisji Gospodarki Zewnętrznej Rady Ministrów ZSRR, od listopada 1989 na emeryturze. 1981-1986 zastępca członka, a 1986-1990 członek KC KPZR. Deputowany do Rady Najwyższej ZSRR 10 i 11 kadencji. Odznaczony Orderem Rewolucji Październikowej i trzema Orderami Czerwonego Sztandaru Pracy. Pochowany na Cmentarzu Wagańkowskim w Moskwie.